# Hieracium pedunculare
Hieracium pedunculare — вид квіткових рослин з родини айстрових (Asteraceae). Вид зростає в Європі: Польща, Чехія; це багаторічна рослина помірних біомів.

## Середовище
Росте на субальпійських галявинах, трав'янистих схилах, у карликових лісах та чагарникових угрупованнях на кам'янистих, кислих ґрунтах.

## Біоморфологічна характеристика
Багаторічна трав'яниста рослина з облистненим стеблом і зазвичай розеткою листя на рівні землі. Стебло завдовжки 14–35 см, просте або часто з 1–2(3) гілками, що відходять від пазух прикореневих або нижніх стеблових листків, у нижній частині з численними виступаючими простими волосками з короткою темною основою та розсіяними зірчастими волосками, у середній частині з розсіяними до численних простих волосків з темною базальною частиною, що іноді досягає третини довжини волоска, поодинокими чорними ніжковими та розсіяними зірчастими волосками, у верхній частині з численними простими волосками з ще довшою темною базальною частиною, численними ніжковими залозками та численними зірчастими волосками. Листя вкрите простими волосками завдовжки до 2,5 мм та окремими короткими ніжковими залозками, з верхнього боку трав'янисто-зелене, з нижнього боку світліше та злегка сірувате, листя прикореневої розетки в кількості 1–4 штук, черешкові, зовнішні з пластиною, від широкоеліптичної до еліптичної, заокругленою на верхівці, нерівномірно розташовані, дрібнозубчасті по краю, рідше з кількома більшими зубцями, внутрішні з обернено-ланцетною до довгасто-обернено-ланцетною пластиною, тупо загостреною до загостреної на верхівці, зубчасті з трикутними до серповидно-вигнутими зубцями, поступово звужені в крилатий черешок, стеблові листки зазвичай в кількості 5–7 штук, сидячі зі звуженою нижньою основою, довгасто-обернено-ланцетні, тупо загострені до загострених, зубчасті, верхні листки лінійні, цільні. Суцвіття по 1–2(3) на кінці стебла або гілок; приквітки обгортки з численними простими волосками та ніжковими залозами та з окремими зірчастими волосками біля основи. Язичок до 20 мм завдовжки, жовтий. Цвіте в липні та серпні. Плід — сім'янка.